# Ctenomys thalesi
Ctenomys thalesi — вид ссавців гризунів родини тукотукових (Ctenomyidae). Це ендемік у аргентинській провінції Чубут. Природне місце існування — зигофіловий степ із слабким покриттям. Це туко-туко невеликого розміру. Має загальну довжину 183–221 мм, хвіст 57,4–62 мм і вагу 43–96 г. Його назвали на честь бразильського генетика Фалеса Ренато Очоторена де Фрейтаса.